# Open-E
Open-E, Inc. – międzynarodowa firma dostarczająca oprogramowanie na rynek pamięci masowych wspierające gamy protokołów – w tym: SAN, NAS, iSCSI, Fibre Channel i InfiniBand poprzez blokową lub plikową transmisje danych.

## Historia
Open-E, Inc. została założona w 1998 w Bremie, w Niemczech. Od 2001 roku zajmuje się rozwojem oprogramowania do zarządzania pamięciami masowymi. Firma posiada siedziby m.in. w Stanach Zjednoczonych i Niemczech. Jako jeden z dostawców na rynku programowych rozwiązań do scentralizowanego zarządzania danymi, zatrudnia ludzi na całym świecie – łącznie ponad 60 osób. W 2007 roku, Open-E otrzymało kapitał inwestycyjny od OpenView Venture Partners. Generalnym Dyrektorem (CEO) Open-E, Inc. od początku działalności firmy jest Krzysztof Franek.

## Działalność
Pierwszymi liniami produktów Open-E, Inc. było oprogramowanie iSCSI (SOHO, SMB, Enterprise) oraz NAS (SOHO, 2.0, Enterprise). Obecnie firma jest kojarzona z produktami Open-E JovianDSS oraz Open-E DSS V7.
Open-E JovianDSS
Open-E JovianDSS to oprogramowanie do przechowywania danych oparte na systemie plików ZFS i systemie operacyjnym Linux, stworzone na potrzeby użytkowników biznesowych. Może być on zainstalowany na dowolnej macierzy dyskowej w celu utworzenia zasobów SAN o nieograniczonej pojemności i rozmiarze woluminu. Oprogramowanie to zapewnia rozmiar LUNa do 256 ZiB. Oprócz tego, posiada funkcje takie jak warstwowy mechanizm cache, który pozwala na wykorzystanie pamięci RAM i dysków SSD o niskim czasie dostępu, do stworzenia szybkich, hybrydowych zasobów dyskowych, thin provisioning, deduplikację i kompresję danych w czasie rzeczywistym, pojedynczą, podwójną i potrójną parzystość, nieograniczoną skalowalność, nieograniczoną ilość kopii migawkowych i klonów oraz gwarantowaną spójność danych. Oprogramowanie, jak również wszystkie licencje oraz wsparcie techniczne, dostępne jest wyłącznie za pośrednictwem partnerów Open-E.
Open-E DSS V7
Open-E DSS V7 to oprogramowanie do przechowywania danych oparte na systemie operacyjnym Linux. Jest wykorzystywane do zarządzania serwerami pamięci masowych. Oferuje funkcjonalności takie jak Network Attached Storage (NAS), Storage Area Network (SAN), Fibre Channel, NFS, iSCSI i InfiniBand. Oprogramowanie to może być wykorzystywane do wirtualizacji pamięci masowych, w środowiskach wysokiej dostępności (High Availability), w środowiskach sieciowych z wieloma klientami oraz w CCTV i kopiach zapasowych. Oferuje on funkcje takie jak active-passive failover w konfiguracji klastrów NFS i iSCSI, active-active failover w konfiguracji klastrów NFS i iSCSI, replikację danych, kopie migawkowe, wbudowanego agenta kopii zapasowej, multipath I/O i wiele innych. Open-E DSS V7 został uznany za VMware Ready oraz Citrix Ready oraz posiada wsparcie dla klastra Microsoft Hyper-V.
Open-E DSS V7 Lite
Open-E DSS V7 Lite to darmowa wersja Open-E DSS V7, która dostarcza podstawowe funkcjonalności służące do zarządzania pamięciami NAS i SAN. W przypadku wersji Lite pojemność pamięci masowej wynosi 2TB, a dodatkową pojemność można z łatwością dokupić. Open-E DSS V7 Lite jako darmowe oprogramowanie nie posiada w ofercie wsparcia technicznego.